# Phaonia jugorum
Phaonia jugorum är en tvåvingeart som först beskrevs av Gabriel Strobl 1910.  Phaonia jugorum ingår i släktet Phaonia och familjen husflugor. Inga underarter finns listade i Catalogue of Life.